# Pentathlon moderno ai XVI Giochi panamericani
Il pentathlon moderno ai XVI Giochi panamericani si è svolto al Club Hípica di Guadalajara, in Messico, dal 15 al 16 ottobre 2011. Si è trattato del primo sport nel programma dei Giochi ad essere completato.

## Calendario
Tutti gli orari secondo il Central Standard Time (UTC-6).
| Giorno   | Data           | Inizio | Fine  | Evento             | Fase   |
| -------- | -------------- | ------ | ----- | ------------------ | ------ |
| Giorno 2 | Sab 15 ottobre | 9:00   | 17:30 | Individuale donne  | Finali |
| Giorno 3 | Dom 16 ottobre | 9:00   | 17:30 | Individuale uomini | Finali |

## Risultati
| Evento                 | Oro             | Argento         | Bronzo         |
| Competizione maschile  | Óscar Soto      | Andrei Gheorghe | Esteban Bustos |
| Competizione femminile | Margaux Isaksen | Yane Marques    | Tamara Vega    |

## Medagliere
| Posizione | Nazione     | Oro | Argento | Bronzo | Totale |
| --------- | ----------- | --- | ------- | ------ | ------ |
| 1         | Messico     | 1   | 0       | 1      | 2      |
| 2         | Stati Uniti | 1   | 0       | 0      | 1      |
| 3         | Brasile     | 0   | 1       | 0      | 1      |
| 3         | Guatemala   | 0   | 1       | 0      | 1      |
| 5         | Cile        | 0   | 0       | 1      | 1      |